# Coenosia orbimacula
Coenosia orbimacula este o specie de muște din genul Coenosia, familia Muscidae, descrisă de Xue în anul 2006. Conform Catalogue of Life specia Coenosia orbimacula nu are subspecii cunoscute.